# Cuthona lagunae
Cuthona lagunae är en snäckart som först beskrevs av Charles Henry O'Donoghue 1926.  Cuthona lagunae ingår i släktet Cuthona och familjen Tergipedidae. Inga underarter finns listade i Catalogue of Life.